# Ramones (Screeching Weasel)
Ramones è il quarto album degli Screeching Weasel, pubblicato nel 1992.
Si tratta di un intero cover-album dell'omonimo disco dei Ramones.
È stato ristampato su CD nel 1997 nell'album Beat Is on the Brat, il quale contiene anche 4 brani propri degli Screechig Weasel.

## Tracce
1. Blitzkrieg Bop – 2:12
2. Beat on the Brat – 2:30
3. Judy Is a Punk – 1:30
4. I Wanna Be Your Boyfriend – 2:24
5. Chainsaw – 1:55
6. Now I Wanna Sniff Some Glue– 1:34
7. I Don't Wanna Go Down to the Basement – 2:35
8. Loudmouth– 2:14
9. Havana Affair – 2:00
10. Listen to My Heart – 1:56
11. 53rd & 3rd – 2:19
12. Let's Dance – 1:51
13. I Don't Wanna Walk Around With You – 1:43
14. Today Your Love, Tomorrow the World – 2:09
15. (Nothing's Gonna) Turn Me off (Of You) (Weasel) 1:39
16. Pretty Girls Don't Talk to Me (Weasel) 3:02
17. I Don't Care Anymore (Weasel) 2:42
18. Why'd You Have to Leave (Weasel) 1:23

## Formazione
- Ben Weasel - voce
- Jughead - chitarra
- Danny Vapid - basso
- Dan Panic - batteria